# 鲍勃·麦格雷戈
鲍勃·麦格雷戈（英語：Bob McGregor，1944年4月3日—），英国男子游泳运动员。他曾代表英国参加1964年和1968年夏季奥林匹克运动会游泳比赛，其中1964年奥运会获得一枚银牌。